# إل. أ. باول
إل. أ. باول (بالإنجليزية: L.A. Paul)‏ هي فيلسوفة أمريكية، ولدت في 10 نوفمبر 1966.